# Alphabetische Liste der Asteroiden/I
| Alphabetische Liste der Asteroiden – I |                          |
| Nummer und Name                        | Gruppe / Typ             |
| (361267) `I`iwi                        | Hauptgürtel              |
| (7626) Iafe                            | Hauptgürtel              |
| (5099) Iainbanks                       | Hauptgürtel              |
| (21602) Ialmenus                       | Jupiter-Trojaner         |
| (26468) Ianchan                        | Hauptgürtel              |
| (91007) Ianfleming                     | Hauptgürtel              |
| (130161) Iankubik                      | Hauptgürtel              |
| (249544) Ianmclean                     | Hauptgürtel              |
| (15727) Ianmorison                     | Hauptgürtel              |
| (33247) Iannacone                      | Hauptgürtel              |
| (4652) Iannini                         | Hauptgürtel              |
| (26277) Ianrees                        | Hauptgürtel              |
| (28533) Iansohl                        | Hauptgürtel              |
| (98) Ianthe                            | Hauptgürtel              |
| (50768) Ianwessen                      | Hauptgürtel              |
| (181279) Iapyx                         | Jupiter-Trojaner         |
| (21062) Iasky                          | Hauptgürtel              |
| (353189) Iasus                         | Jupiter-Trojaner         |
| (29561) Iatteri                        | Hauptgürtel              |
| (5000) IAU                             | Hauptgürtel              |
| (9432) Iba                             | Hauptgürtel              |
| (3436) Ibadinov                        | Hauptgürtel              |
| (19713) Ibaraki                        | Hauptgürtel              |
| (2423) Ibarruri                        | Marsbahnkreuzer          |
| (15452) Ibramohammed                   | Hauptgürtel              |
| (5696) Ibsen                           | Hauptgürtel              |
| (23931) Ibuki                          | Hauptgürtel              |
| (11251) Icarion                        | Jupiter-Trojaner         |
| (1566) Icarus                          | Apollo-Typ               |
| (110299) Iceland                       | Hauptgürtel              |
| (33520) Ichige                         | Hauptgürtel              |
| (4903) Ichikawa                        | Hauptgürtel              |
| (13222) Ichikawakazuo                  | Hauptgürtel              |
| (23628) Ichimura                       | Hauptgürtel              |
| (5532) Ichinohe                        | Hauptgürtel              |
| (19853) Ichinomiya                     | Hauptgürtel              |
| (6201) Ichiroshimizu                   | Hauptgürtel              |
| (27447) Ichunlin                       | Hauptgürtel              |
| (7508) Icke                            | Hauptgürtel              |
| (286) Iclea                            | Hauptgürtel              |
| (243) Ida                              | Hauptgürtel              |
| (30705) Idaios                         | Jupiter-Trojaner         |
| (6326) Idamiyoshi                      | Hauptgürtel              |
| (29804) Idansharon                     | Hauptgürtel              |
| (35269) Idéfix                         | Hauptgürtel              |
| (1403) Idelsonia                       | Hauptgürtel              |
| (2759) Idomeneus                       | Jupiter-Trojaner         |
| (963) Iduberga                         | Hauptgürtel              |
| (176) Iduna                            | Hauptgürtel              |
| (9698) Idzerda                         | Hauptgürtel              |
| (30308) Ienli                          | Hauptgürtel              |
| (134402) Ieshimatoshiaki               | Hauptgürtel              |
| (8300) Iga                             | Hauptgürtel              |
| (6699) Igaueno                         | Hauptgürtel              |
| (372626) IGEM                          | Hauptgürtel              |
| (14342) Iglika                         | Hauptgürtel              |
| (11963) Ignace                         | Hauptgürtel              |
| (21730) Ignaciorod                     | Hauptgürtel              |
| (243591) Ignacostantino                | Hauptgürtel              |
| (8787) Ignatenko                       | Hauptgürtel              |
| (296968) Ignatianum                    | Hauptgürtel              |
| (3562) Ignatius                        | Hauptgürtel              |
| (6148) Ignazgünther                    | Hauptgürtel              |
| (13482) Igorfedorov                    | Hauptgürtel              |
| (130229) Igorlazbin                    | Hauptgürtel              |
| (10004) Igormakarov                    | Hauptgürtel              |
| (269390) Igortkachenko                 | Hauptgürtel              |
| (9941) Iguanodon                       | Hauptgürtel              |
| (1684) Iguassú                         | Hauptgürtel              |
| (5561) Iguchi                          | Hauptgürtel              |
| (325368) Ihorhuk                       | Hauptgürtel              |
| (16261) Iidemachi                      | Hauptgürtel              |
| (8730) Iidesan                         | Hauptgürtel              |
| (44013) Iidetenmomdai                  | Hauptgürtel              |
| (15821) Iijimatatsushi                 | Hauptgürtel              |
| (120741) Iijimayuichi                  | Hauptgürtel              |
| (2820) Iisalmi                         | Hauptgürtel              |
| (8272) Iitatemura                      | Hauptgürtel              |
| (343000) Ijontichy                     | Hauptgürtel              |
| (12276) IJzer                          | Hauptgürtel              |
| (284984) Ikaunieks                     | Hauptgürtel              |
| (21022) Ike                            | Hauptgürtel              |
| (6730) Ikeda                           | Hauptgürtel              |
| (17098) Ikedamai                       | Hauptgürtel              |
| (6910) Ikeguchi                        | Hauptgürtel              |
| (12564) Ikeller                        | Hauptgürtel              |
| (6661) Ikemura                         | Hauptgürtel              |
| (4945) Ikenozenni                      | Hauptgürtel              |
| (7134) Ikeuchisatoru                   | Hauptgürtel              |
| (4037) Ikeya                           | Hauptgürtel              |
| (6245) Ikufumi                         | Hauptgürtel              |
| (17509) Ikumadan                       | Hauptgürtel              |
| (29420) Ikuo                           | Hauptgürtel              |
| (7178) Ikuookamoto                     | Hauptgürtel              |
| (2828) Iku-Turso                       | Hauptgürtel              |
| (51828) Ilanramon                      | Hauptgürtel              |
| (20194) Ilarialocantore                | Hauptgürtel              |
| (9077) Ildo                            | Hauptgürtel              |
| (3668) Ilfpetrov                       | Hauptgürtel              |
| (6604) Ilias                           | Hauptgürtel              |
| (130072) Ilincaignat                   | Hauptgürtel              |
| (3622) Ilinsky                         | Hauptgürtel              |
| (5130) Ilioneus                        | Jupiter-Trojaner         |
| (2968) Iliya                           | Marsbahnkreuzer          |
| (3750) Ilizarov                        | Hauptgürtel              |
| (37655) Illapa                         | Apollo-Typ               |
| (191857) Illéserzsébet                 | Hauptgürtel              |
| (391988) Illmárton                     | Hauptgürtel              |
| (1160) Illyria                         | Hauptgürtel              |
| (2107) Ilmari                          | Hauptgürtel              |
| (385) Ilmatar                          | Hauptgürtel              |
| (1182) Ilona                           | Hauptgürtel              |
| (18282) Ilos                           | Jupiter-Trojaner         |
| (249) Ilse                             | Hauptgürtel              |
| (919) Ilsebill                         | Hauptgürtel              |
| (979) Ilsewa                           | Hauptgürtel              |
| (9658) Imabari                         | Hauptgürtel              |
| (16079) Imada                          | Hauptgürtel              |
| (2989) Imago                           | Hauptgürtel              |
| (8271) Imai                            | Hauptgürtel              |
| (8460) Imainamahoe                     | Hauptgürtel              |
| (5432) Imakiire                        | Hauptgürtel              |
| (1520) Imatra                          | Hauptgürtel              |
| (25256) Imbrie-Moore                   | Hauptgürtel              |
| (34919) Imelda                         | Hauptgürtel              |
| (926) Imhilde                          | Hauptgürtel              |
| (1813) Imhotep                         | Hauptgürtel              |
| (22497) Immanuelfuchs                  | Hauptgürtel              |
| (2373) Immo                            | Hauptgürtel              |
| (210425) Imogene                       | Hauptgürtel              |
| (15718) Imokawa                        | Hauptgürtel              |
| (1320) Impala                          | Hauptgürtel              |
| (1200) Imperatrix                      | Hauptgürtel              |
| (1165) Imprinetta                      | Hauptgürtel              |
| (12235) Imranakperov                   | Hauptgürtel              |
| (130006) Imranaslam                    | Hauptgürtel              |
| (3056) INAG                            | Hauptgürtel              |
| (5824) Inagaki                         | Hauptgürtel              |
| (5851) Inagawa                         | Hauptgürtel              |
| (19983) Inagekiyokazu                  | Hauptgürtel              |
| (1325) Inanda                          | Hauptgürtel              |
| (14674) INAOE                          | Hauptgürtel              |
| (1532) Inari                           | Hauptgürtel              |
| (17645) Inarimori                      | Hauptgürtel              |
| (3438) Inarradas                       | Hauptgürtel              |
| (9516) Inasan                          | Hauptgürtel              |
| (9665) Inastronoviny                   | Hauptgürtel              |
| (17465) Inawashiroko                   | Hauptgürtel              |
| (8275) Inca                            | Hauptgürtel              |
| (3849) Incidentia                      | Hauptgürtel              |
| (18781) Indaram                        | Hauptgürtel              |
| (1602) Indiana                         | Hauptgürtel              |
| (7299) Indiawadkins                    | Hauptgürtel              |
| (33382) Indranidas                     | Hauptgürtel              |
| (90703) Indulgentia                    | Hauptgürtel              |
| (389) Industria                        | Hauptgürtel              |
| (4875) Ingalls                         | Hauptgürtel              |
| (2494) Inge                            | Hauptgürtel              |
| (391) Ingeborg                         | Marsbahnkreuzer          |
| (185164) Ingeburgherz                  | Hauptgürtel              |
| (321405) Ingehorst                     | Hauptgürtel              |
| (5632) Ingelehmann                     | Hauptgürtel              |
| (12311) Ingemyr                        | Hauptgürtel              |
| (10378) Ingmarbergman                  | Hauptgürtel              |
| (173108) Ingola                        | Hauptgürtel              |
| (6285) Ingram                          | Hauptgürtel              |
| (12611) Ingres                         | Hauptgürtel              |
| (1026) Ingrid                          | Hauptgürtel              |
| (134003) Ingridgalinsky                | Hauptgürtel              |
| (8993) Ingstad                         | Hauptgürtel              |
| (561) Ingwelde                         | Hauptgürtel              |
| (1479) Inkeri                          | Hauptgürtel              |
| (848) Inna                             | Hauptgürtel              |
| (3497) Innanen                         | Hauptgürtel              |
| (1658) Innes                           | Hauptgürtel              |
| (15318) Innsbruck                      | Hauptgürtel              |
| (173) Ino                              | Hauptgürtel              |
| (5484) Inoda                           | Hauptgürtel              |
| (7673) Inohara                         | Hauptgürtel              |
| (32270) Inokuchihiroo                  | Hauptgürtel              |
| (6637) Inoue                           | Hauptgürtel              |
| (7442) Inouehideo                      | Hauptgürtel              |
| (10616) Inouetakeshi                   | Hauptgürtel              |
| (9255) Inoutadataka                    | Hauptgürtel              |
| (42478) Inozemtseva                    | Hauptgürtel              |
| (10245) Inselsberg                     | Hauptgürtel              |
| (88260) Insubria                       | Hauptgürtel              |
| (8080) Intel                           | Hauptgürtel              |
| (704) Interamnia                       | Hauptgürtel              |
| (2365) Interkosmos                     | Hauptgürtel              |
| (3328) Interposita                     | Hauptgürtel              |
| (9480) Inti                            | Hauptgürtel              |
| (5775) Inuyama                         | Hauptgürtel              |
| (43957) Invernizzi                     | Hauptgürtel              |
| (85) Io                                | Hauptgürtel              |
| (2450) Ioannisiani                     | Hauptgürtel              |
| (16395) Ioannpravednyj                 | Hauptgürtel              |
| (39991) Iochroma                       | Hauptgürtel              |
| (5222) Ioffe                           | Hauptgürtel              |
| (509) Iolanda                          | Hauptgürtel              |
| (50251) Iorg                           | Hauptgürtel              |
| (14360) Ipatov                         | Hauptgürtel              |
| (29668) Ipf                            | Hauptgürtel              |
| (4791) Iphidamas                       | Jupiter-Trojaner         |
| (112) Iphigenia                        | Hauptgürtel              |
| (43706) Iphiklos                       | Jupiter-Trojaner         |
| (16974) Iphthime                       | Jupiter-Trojaner         |
| (257533) Iquique                       | Hauptgürtel              |
| (2115) Irakli                          | Hauptgürtel              |
| (18987) Irani                          | Hauptgürtel              |
| (18091) Iranmanesh                     | Hauptgürtel              |
| (3728) IRAS                            | Hauptgürtel              |
| (22566) Irazaitseva                    | Hauptgürtel              |
| (117997) Irazú                         | Hauptgürtel              |
| (25690) Iredale                        | Hauptgürtel              |
| (6749) Ireentje                        | Hauptgürtel              |
| (5029) Ireland                         | Hauptgürtel              |
| (794) Irenaea                          | Hauptgürtel              |
| (14) Irene                             | Hauptgürtel              |
| (46722) Ireneadler                     | Hauptgürtel              |
| (51430) Ireneclaire                    | Hauptgürtel              |
| (90455) Irenehernandez                 | Hauptgürtel              |
| (18180) Irenesun                       | Hauptgürtel              |
| (10178) Iriki                          | Hauptgürtel              |
| (5957) Irina                           | Hauptgürtel              |
| (5083) Irinara                         | Hauptgürtel              |
| (26151) Irinokaigan                    | Hauptgürtel              |
| (106869) Irinyi                        | Hauptgürtel              |
| (7) Iris                               | Hauptgürtel              |
| (83464) Irishmccalla                   | Hauptgürtel              |
| (26998) Iriso                          | Hauptgürtel              |
| (22999) Irizarry                       | Hauptgürtel              |
| (3224) Irkutsk                         | Hauptgürtel              |
| (177) Irma                             | Hauptgürtel              |
| (20533) Irmabonham                     | Hauptgürtel              |
| (1178) Irmela                          | Hauptgürtel              |
| (591) Irmgard                          | Hauptgürtel              |
| (5794) Irmina                          | Hauptgürtel              |
| (773) Irmintraud                       | Hauptgürtel              |
| (8891) Irokawa                         | Hauptgürtel              |
| (2585) Irpedina                        | Hauptgürtel              |
| (216451) Irsha                         | Hauptgürtel              |
| (75569) IRSOL                          | Hauptgürtel              |
| (7158) IRTF                            | Hauptgürtel              |
| (14612) Irtish                         | Hauptgürtel              |
| (8924) Iruma                           | Hauptgürtel              |
| (5229) Irurita                         | Hauptgürtel              |
| (13387) Irus                           | Jupiter-Trojaner         |
| (6825) Irvine                          | Hauptgürtel              |
| (114094) Irvpatterson                  | Hauptgürtel              |
| (3959) Irwin                           | Hauptgürtel              |
| (1485) Isa                             | Hauptgürtel              |
| (8000) Isaac Newton                    | Hauptgürtel              |
| (209552) Isaacroberts                  | Hauptgürtel              |
| (9778) Isabelallende                   | Hauptgürtel              |
| (13114) Isabelgodin                    | Hauptgürtel              |
| (27120) Isabelhawkins                  | Hauptgürtel              |
| (210) Isabella                         | Hauptgürtel              |
| (207341) Isabelmartin                  | Hauptgürtel              |
| (14834) Isaev                          | Hauptgürtel              |
| (31697) Isaiahoneal                    | Hauptgürtel              |
| (33389) Isairisgreco                   | Hauptgürtel              |
| (5091) Isakovskij                      | Hauptgürtel              |
| (11085) Isala                          | Hauptgürtel              |
| (6878) Isamu                           | Hauptgürtel              |
| (73819) Isaootuki                      | Hauptgürtel              |
| (6338) Isaosato                        | Hauptgürtel              |
| (364) Isara                            | Hauptgürtel              |
| (939) Isberga                          | Hauptgürtel              |
| (1271) Isergina                        | Hauptgürtel              |
| (23067) Ishajain                       | Hauptgürtel              |
| (7710) Ishibashi                       | Hauptgürtel              |
| (5829) Ishidagoro                      | Hauptgürtel              |
| (9091) Ishidatakaki                    | Hauptgürtel              |
| (10179) Ishigaki                       | Hauptgürtel              |
| (7354) Ishiguro                        | Hauptgürtel              |
| (9971) Ishihara                        | Hauptgürtel              |
| (8167) Ishii                           | Hauptgürtel              |
| (9218) Ishiikazuo                      | Hauptgürtel              |
| (26169) Ishikawakiyoshi                | Hauptgürtel              |
| (25693) Ishitani                       | Hauptgürtel              |
| (49500) Ishitoshi                      | Hauptgürtel              |
| (7842) Ishitsuka                       | Hauptgürtel              |
| (8163) Ishizaki                        | Hauptgürtel              |
| (4095) Ishizuchisan                    | Hauptgürtel              |
| (7216) Ishkov                          | Hauptgürtel              |
| (7088) Ishtar                          | Amor-Typ                 |
| (13235) Isiguroyuki                    | Hauptgürtel              |
| (42) Isis                              | Hauptgürtel              |
| (5615) Iskander                        | Hauptgürtel              |
| (1409) Isko                            | Hauptgürtel              |
| (190026) Iskorosten                    | Hauptgürtel              |
| (8970) Islandica                       | Hauptgürtel              |
| (190) Ismene                           | Hauptgürtel              |
| (6168) Isnello                         | Hauptgürtel              |
| (9998) ISO                             | Hauptgürtel              |
| (7187) Isobe                           | Hauptgürtel              |
| (4210) Isobelthompson                  | Hauptgürtel              |
| (6463) Isoda                           | Hauptgürtel              |
| (8251) Isogai                          | Marsbahnkreuzer          |
| (1947) Iso-Heikkilä                    | Hauptgürtel              |
| (211) Isolda                           | Hauptgürtel              |
| (365756) ISON                          | Zentaur                  |
| (6501) Isonzo                          | Hauptgürtel              |
| (1374) Isora                           | Marsbahnkreuzer          |
| (15861) Ispahan                        | Hauptgürtel              |
| (7507) Israel                          | Hauptgürtel              |
| (23047) Isseroff                       | Hauptgürtel              |
| (30719) Isserstedt                     | Hauptgürtel              |
| (10162) Issunboushi                    | Hauptgürtel              |
| (183) Istria                           | Hauptgürtel              |
| (11614) Istropolitana                  | Hauptgürtel              |
| (1735) ITA                             | Hauptgürtel              |
| (14551) Itagaki                        | Hauptgürtel              |
| (9233) Itagijun                        | Hauptgürtel              |
| (477) Italia                           | Hauptgürtel              |
| (22370) Italocalvino                   | Hauptgürtel              |
| (74818) Iten                           | Hauptgürtel              |
| (918) Itha                             | Hauptgürtel              |
| (1151) Ithaka                          | Hauptgürtel              |
| (110404) Itoemi                        | Hauptgürtel              |
| (5737) Itoh                            | Hauptgürtel              |
| (25143) Itokawa                        | Apollo-Typ               |
| (113405) Itomori                       | Hauptgürtel              |
| (110405) Itoyumi                       | Hauptgürtel              |
| (7852) Itsukushima                     | Hauptgürtel              |
| (21540) Itthipanyanan                  | Hauptgürtel              |
| (133552) Itting-Enke                   | Hauptgürtel              |
| (1596) Itzigsohn                       | Hauptgürtel              |
| (26713) Iusukyin                       | Hauptgürtel              |
| (497) Iva                              | Hauptgürtel              |
| (337166) Ivanartioukhov                | Hauptgürtel              |
| (22901) Ivanbella                      | Hauptgürtel              |
| (29345) Ivandanilov                    | Hauptgürtel              |
| (39802) Ivanhlinka                     | Hauptgürtel              |
| (8573) Ivanka                          | Hauptgürtel              |
| (69159) Ivanking                       | Hauptgürtel              |
| (33129) Ivankrasko                     | Hauptgürtel              |
| (25553) Ivanlafer                      | Hauptgürtel              |
| (170073) Ivanlinscott                  | Hauptgürtel              |
| (95008) Ivanobertini                   | Hauptgürtel              |
| (35346) Ivanoferri                     | Hauptgürtel              |
| (32938) Ivanopaci                      | Hauptgürtel              |
| (4365) Ivanova                         | Hauptgürtel              |
| (18814) Ivanovsky                      | Hauptgürtel              |
| (30053) Ivanpaskov                     | Hauptgürtel              |
| (8332) Ivantsvetaev                    | Hauptgürtel              |
| (1627) Ivar                            | Amor-Typ                 |
| (16135) Ivarsson                       | Hauptgürtel              |
| (12978) Ivashov                        | Hauptgürtel              |
| (5991) Ivavladis                       | Hauptgürtel              |
| (13633) Ivens                          | Hauptgürtel              |
| (202930) Ivezic                        | Hauptgürtel              |
| (9814) Ivobenko                        | Hauptgürtel              |
| (29738) Ivobudil                       | Hauptgürtel              |
| (12032) Ivory                          | Hauptgürtel              |
| (126780) Ivovasiljev                   | Hauptgürtel              |
| (21035) Iwabu                          | Hauptgürtel              |
| (40774) Iwaigame                       | Hauptgürtel              |
| (4712) Iwaizumi                        | Hauptgürtel              |
| (10304) Iwaki                          | Hauptgürtel              |
| (11092) Iwakisan                       | Hauptgürtel              |
| (5623) Iwamori                         | Hauptgürtel              |
| (4951) Iwamoto                         | Hauptgürtel              |
| (67853) Iwamura                        | Hauptgürtel              |
| (58600) Iwamuroonsen                   | Hauptgürtel              |
| (3634) Iwan                            | Hauptgürtel              |
| (10805) Iwano                          | Hauptgürtel              |
| (198820) Iwanowska                     | Hauptgürtel              |
| (8406) Iwaokusano                      | Hauptgürtel              |
| (7122) Iwasaki                         | Hauptgürtel              |
| (19691) Iwate                          | Hauptgürtel              |
| (11109) Iwatesan                       | Hauptgürtel              |
| (52601) Iwayaji                        | Hauptgürtel              |
| (28978) Ixion                          | Transneptunisches Objekt |
| (58664) IYAMMIX                        | Hauptgürtel              |
| (6413) Iye                             | Hauptgürtel              |
| (29610) Iyengar                        | Hauptgürtel              |
| (7452) Izabelyuria                     | Hauptgürtel              |
| (10209) Izanaki                        | Hauptgürtel              |
| (10227) Izanami                        | Hauptgürtel              |
| (5584) Izenberg                        | Hauptgürtel              |
| (71783) Izeryna                        | Hauptgürtel              |
| (5765) Izett                           | Hauptgürtel              |
| (10563) Izhdubar                       | Apollo-Typ               |
| (1546) Izsák                           | Hauptgürtel              |
| (4157) Izu                             | Hauptgürtel              |
| (6089) Izumi                           | Hauptgürtel              |
| (52261) Izumishikibu                   | Hauptgürtel              |
| (3418) Izvekov                         | Hauptgürtel              |
| (196000) Izzard                        | Hauptgürtel              |